# Gran Ducado de Wurzburgo
El Gran Ducado de Wurzburgo (en alemán: Großherzogtum Würzburg) fue un gran ducado alemán centrado en Wurzburgo existente a principios del siglo XIX.
Como consecuencia del Tratado de Lunéville de 1801, el obispado de Wurzburgo fue secularizado en 1803 y concedido a Baviera. El mismo año, Fernando III, antiguo Gran Duque de Toscana, fue compensado con el Electorado de Salzburgo. Durante la Paz de Presburgo de 26 de diciembre de 1805, Fernando perdió Salzburgo en favor del Imperio austriaco, pero fue compensado con el territorio de Wurzburgo, tras renunciar Baviera a este territorio en favor del Tirol.
El estado de Fernando fue brevemente conocido como Electorado de Wurzburgo (Kurfürstentum Würzburg), pero fue elevado al estatus de Gran Ducado después de la disolución del Sacro Imperio Romano Germánico el 6 de agosto de 1806. Se unió a la Confederación del Rin el 30 de septiembre de 1806. En 1810 adquirió Schweinfurt.
Después de la derrota de Napoleón en la batalla de Leipzig, Fernando disolvió su alianza con Francia el 26 de octubre de 1813. Mediante un tratado austro-bávaro del 3 de junio de 1814, Fernando perdió sus posesiones en favor del reino de Baviera y el gran ducado fue disuelto. Fernando fue repuesto en un reconstituido Gran Ducado de Toscana por el Congreso de Viena. La Diócesis de Wurzburgo fue restablecida en 1821 sin poder temporal.